# Need for Speed: Undercover
Need for Speed: Undercover là một trò chơi điện tử năm 2008 thuộc thể loại đua xe trong dòng trò chơi Need for Speed, được phát triển bởi EA Black Box và phát hành bởi Electronic Arts cho hệ máy Microsoft Windows, Windows Mobile, PlayStation 2, PlayStation 3, PlayStation Portable, Nintendo DS, N-Gage 2.0, Sony Ericsson Xperia Play, Symbian OS, Wii, Xbox 360, iOS,Palm webOS, BlackBerry PlayBook. Trò chơi là phiên bản thứ 12 trong dòng trò chơi đua xe nổi tiếng Need for Speed, được phát hành vào tháng 11 năm 2008.
Một trong những tính năng mà các fan của Need for Speed hi vọng ở Undercover là sự xuất hiện của những xe cảnh sát, và điều này đã trở thành hiện thực. Bên cạnh đó, hệ thống kỹ năng đua xe mới sẽ giúp người chơi thoát khỏi sự truy đuổi của cảnh sát một cách hiệu quả và đậm chất điện ảnh Hollywood. Về mặt cốt truyện, giống như tên gọi, tính chất hình sự của trò chơi sẽ nâng cao, với việc người chơi vào vai một cảnh sát ngầm hoạt động trong tổ chức tội phạm. Kịch bản của Undercover khá giống với loạt phim hành động ăn khách dựa vào các màn đua xe The Fast and the Furious của Hollywood.
Need for Speed: Undercover cũng là phần game cuối cùng cho thế hệ máy thứ sáu (PlayStation 2).

## Cách chơi
Need for Speed Undercover bao gồm hai dạng đua chính là theo vòng đua truyền thống và đua ban đêm với những tay đua trong thế giới ngầm thuộc bờ vịnh miền nam nước Mỹ. Đường đua của bạn bao gồm những xa lộ cầu treo, đường đất gồ ghề, các bến tàu công nghiệp... và thời điểm diễn ra các sự kiện thách đấu cũng trải dài trong ngày từ bình minh đến tận nửa đêm. Thành phố bờ vịnh được thiết kế khá rộng lớn và những đường đua cũng tận dụng điều này khi trải đều các chặng đua để bạn có thể du lịch xung quanh thành phố. Nhà phát triển EA cũng cho biết nếu mở khóa được chiếc xe chạy nhanh nhất ở Undercover, người chơi sẽ có thể đi một vòng xung quanh thành phố chỉ mất... 8 phút, tất nhiên là ở tốc độ cao nhất.
Một trong những yếu tố mà EA muốn mở rộng khả năng lái xe của người chơi mà không thay đổi cách thức điều khiển là hệ thống mới mang tên Heroic Driving Engine, cho phép bạn đạt được đẳng cấp mới về tính cơ động trên đường đua. Theo đó, hướng xe chạy và hướng camera sẽ độc lập với nhau, và người chơi có thể thưởng thức những cú ôm cua hoặc đổi chiều ngoạn mục mà không bị camera bám theo. Nếu nhấn nút ga hai lần, người chơi sẽ có thể tăng tốc ngay khi đổi hướng chạy xe. Thực hiện những động tác này sẽ làm giảm thời gian chờ khi ôm cua đồng thời gia tăng số điểm kinh nghiệm của người chơi dành để nâng cấp các kỹ năng lái xe về sau.
Như đã nói ở trên, cảnh sát sẽ xuất hiện trong Undercover, với vai trò cân bằng lối chơi cũng như thử thách tài "cắt đuôi" của game thủ. Các đối thủ cảnh sát sẽ có AI (Trí thông minh nhân tạo) cải tiến, phản ứng nhạy hơn khi phát hiện những "quái xế" phạm luật giao thông hoặc chạy quá tốc độ. Trong một số nhiệm vụ, trò chơi còn yêu cầu người chơi cướp cả xe cảnh sát (loại Nissan GT-R) đến một cửa hàng và bán đi. Tuy nhiên, việc "cắt đuôi" cảnh sát tỏ ra khá truyền thống: tạo khoảng cách xa với xe đối phương hoặc thoát khỏi vòng kiểm soát. Nếu bị trực thăng đuổi theo, người chơi cần phải chui vào đoạn đường hầm hoặc dưới những cây cầu treo để lẩn trốn.
Những đoạn cắt cảnh trong Undercover sẽ được dàn dựng theo kiểu phim FMV (full-motion video) theo đúng phong cách Need for Speed từ trước đến nay, diễn tả những cột mốc quan trọng trong cốt truyện về cuộc đời "tay trong" của nhân vật chính. Chủ đề của trò chơi cũng trở nên nghiêm trọng và hình sự hơn so với những phiên bản trước đây chỉ chú trọng vào những cuộc đua và cốt truyện chỉ đóng vai trò làm nền.
1. ↑  "GameSpot: Need for Speed Undercover Tech Info". GameSpot. Truy cập ngày 20 tháng 1 năm 2009.
2. ↑  Chris Roper (ngày 17 tháng 9 năm 2008). "IGN: Behind the Wheel of Need for Speed Undercover". IGN. Truy cập ngày 4 tháng 11 năm 2008.
3. ↑  Fahey, Mike (ngày 15 tháng 8 năm 2008). "Maggie Q Spices Up Need For Speed Undercover". Kotaku. Truy cập ngày 15 tháng 8 năm 2008.
4. ↑  Levi Buchanan (ngày 14 tháng 7 năm 2008). "E3 2008: EA Announces Next iPhone Games". IGN. Bản gốc lưu trữ ngày 15 tháng 2 năm 2009. Truy cập ngày 19 tháng 7 năm 2008.
5. ↑  Chris Davies (ngày 9 tháng 9 năm 2008). "Need For Speed: Undercover - Video Demo on new iPod touch". Slash Gear. Bản gốc lưu trữ ngày 13 tháng 9 năm 2008. Truy cập ngày 11 tháng 9 năm 2008.
6. ↑  Douglas Soltys (ngày 14 tháng 2 năm 2011). "BlackBerry PlayBook Need For Speed Demo (VIDEO)". Research in Motion. Bản gốc lưu trữ ngày 12 tháng 8 năm 2011. Truy cập ngày 14 tháng 2 năm 2011.
7. ↑  "Need for Speed Undercover for PlayStation 3 - GameRankings". GameRankings. Truy cập ngày 19 tháng 11 năm 2008.
8. ↑  "Need for Speed Undercover for PlayStation 3 Reviews, Ratings, Credits, and More at Metacritic". Metacritic. Truy cập ngày 27 tháng 1 năm 2009.
9. ↑  "Need for Speed Undercover for Xbox 360 Reviews, Ratings, Credits, and More at Metacritic". Metacritic. Truy cập ngày 27 tháng 1 năm 2009.
10. ↑  Tracy Erickson (ngày 8 tháng 12 năm 2008). "GamePro: Need for Speed Undercover Review - PS3". GamePro. Lưu trữ bản gốc ngày 17 tháng 12 năm 2008. Truy cập ngày 19 tháng 1 năm 2009.